# Should Have Known
«Should Have Known» сингл гурту No Fun at All, виданий 15 вересня 1997 року на лейблі Burning Heart Records.

## Список пісень
1. «Should Have Known» — 3:11
2. «On My Way» — 2:16
3. «Dying Every Day» — 2:00

## Виконавці
- Mikael Danielsson — гітара
- Ingemar Jansson — вокал
- Krister Johansson — гітара
- Kjell Ramstedt — ударні
- Henrik Sunvisson — бас-гітара